# Cheesmanomyia nigra
Cheesmanomyia nigra är en tvåvingeart som först beskrevs av de Meijere 1906.  Cheesmanomyia nigra ingår i släktet Cheesmanomyia och familjen borrflugor. Inga underarter finns listade i Catalogue of Life.